# القلعة الحمراء
القلعة الحمراء مسلسل رسوم متحركة كندي فرنسي عرض لأول مره في 18 سبتمبر 1999 واستمر عرضه حتى 3 مارس 2004 . تمت دبلجة المسلسل للغة العربية .

## روابط خارجية
- Redwall TV series @ the Redwall Wiki
- القلعة الحمراء على موقع IMDb (الإنجليزية)
- القلعة الحمراء على موقع كينوبويسك (الروسية)
- القلعة الحمراء على موقع ألو سيني (الفرنسية)
- القلعة الحمراء على موقع قاعدة بيانات الفيلم (الإنجليزية)
- Toonhound
- Redwall.tv